# Propoziție circumstanțială sociativă
În sintaxa frazei din gramaticile tradiționale ale limbii române, propoziția circumstanțială sociativă este o subordonată relativ puțin frecventă, care îndeplinește funcția de complement circumstanțial sociativ al propoziției regente. Desemnează o ființă sau un lucru care participă la efectuarea acțiunii din regentă sau la suportarea efectelor ei, însoțind subiectul (respectiv propoziția subiectivă), complementul direct (propoziția completivă directă) sau alte complemente.
Cuvintele introductive ale acestei propoziții pot fi:
- cel mai frecvent pronume relative sau nehotărâte, ori adjective pronominale corespunzătoare acestora, precedate de prepozițiile cu, fără sau diverse locuțiuni prepoziționale ce conțin cu:

Copilul se duce la școală cu cine se întâmplă dintre colegi;
A plecat împreună cu cine venise;
A luat-o cu ce (haine) avea pe ea;
- adverbul relativ cât sau nehotărât oricât cu prepoziția cu: A plecat cu cât avea la el[2].

Predicatul acestei propoziții este cel mai adesea la modul indicativ, dar poate fi și la prezumtiv sau la condițional-optativ.
Nescoasă în evidență, subordonata sociativă este postpusă regentei, în caz contrar putând fi antepusă (Cu cine a venit a și plecat), dar nu este izolată de regentă în niciunul din cazuri, prin urmare în scris propozițiile nu sunt despărțite prin virgulă.